# Liste der Straßen in Oberhausen-Alsfeld
Die Liste der Straßen in Oberhausen-Alsfeld beschreibt das Straßensystem im Oberhausener Stadtteil Alsfeld (im westlichen Ruhrgebiet) mit den entsprechenden historischen Bezügen.

## Überblick
In Alsfeld leben 12.603 Einwohner (Stand: 31. Dezember 2014) auf einer Fläche von 4,34 km². Alsfeld bildet zusammen mit Buschhausen, Biefang und der Schwarzen Heide den Postleitzahlenbezirk 46149.
Der Stadtteil Alsfeld im Sinne dieses Artikels wird – im Norden beginnend – im Uhrzeigersinn folgendermaßen begrenzt: Bundesautobahn 2 zu Schmachtendorf und Königshardt, der Reinersbach zu Tackenberg-West, Holtener Straße, Weseler Straße und Alsbach zu Sterkrade-Mitte sowie die Bahnstrecke Oberhausen–Arnhem zur Schwarzen Heide.
Somit werden aus historischen Gründen die Siedlung Dunkelschlag und die Sterkrader Heide hier nicht separat aufgeführt, sondern als dem Stadtteil Alsfeld zugehörig angesehen.
In Alsfeld gibt es 70 benannte Verkehrsflächen, darunter keinen Platz. Davon befinden sich neun Straßen nur teilweise im Stadtteil:

Die drei Ausfallstraßen nach Norden, Hiesfelder Straße, Kirchhellener Straße und Weseler Straße werden namensgleich in Schmachtendorf, Königshardt und Holten weitergeführt, Beethoven- und Bremener Straße überqueren den Reinersbach nach Tackenberg, der Postweg, die Holtener und die Oskarstraße führen in die Sterkrader Mitte und die Weierstraße in die Schwarze Heide.
Durch Alsfeld verlaufen einige Landes- und Kreisstraßen:
- Landesstraße 155: (aus Sterkrade kommend) – L 621 – Weseler Straße – L 215 – Weseler Straße – K 16 – Weseler Straße – (weiter in Holten)
- Landesstraße 215: (aus der Schwarzen Heide kommend) – Weierstraße – L 155
- Landesstraße 621: L 155 – Postweg – K 2 – Kirchhellener Straße – (weiter in Königshardt)
- Kreisstraße 2: L 621 – Erzbergerstraße – K 13 – (weiter in Königshardt)
- Kreisstraße 13: K 16 – Jägerstraße – K 2
- Kreisstraße 16: L 155 – Hiesfelder Straße – (weiter in Schmachtendorf)

Weiterhin durchquert die Bundesautobahn 516 den Stadtteil, am nördlichen Rand befindet sich das Autobahnkreuz Oberhausen.
Im Vergleich sind viele Verkehrsflächen Teil von Themengruppen, im Folgenden von West nach Ost aufgelistet:
- Bezüge zur Industrie im Ruhrgebiet (in der Siedlung Dunkelschlag): Erzstraße, Grubenstraße, Schachtstraße, Zechenstraße
- Bezüge zum Wald (am Sterkrader Wald): Am Walde, Jägerstraße, Laubstraße, Reinikering, Waidmannsweg, Wolfstraße
- Namen von Mardern (nordwestlich der Bundesautobahn): Dachsstraße, Iltisstraße, Luchsstraße
- Vornamen (südwestlich der Bundesautobahn): Emilstraße, Emmastraße, Georgstraße, Hedwigstraße, Ingridstraße, Mathildestraße, Olgastraße, Oskarstraße
- Bezüge zur Belagerung Kolbergs 1807 (östlich der Bundesautobahn): Dragonerstraße, Kolberger Straße, Nettelbeckstraße
- Namen ehemals deutscher Städte in Polen (in der nördlichen Sterkrader Heide): Bromberger Straße, Graudenzer Straße, Kulmer Straße, Posener Straße, Thorner Straße
- Namen bedeutender Komponisten (in der südlichen Sterkrader Heide): Beethovenstraße, Brahmsweg, Joseph-Haydn-Weg, Mozartstraße, Robert-Schumann-Weg, Schubertstraße

## Übersicht der Straßen und Plätze
Die nachfolgende Tabelle gibt eine Übersicht über die vorhandenen Straßen, Wege und Plätze im Stadtteil sowie einige dazugehörige Informationen.
- Name: aktuelle Bezeichnung der Straße oder des Platzes.
- Länge/Maße in Metern:
- Die in der Übersicht enthaltenen Längenangaben sind gerundete Übersichtswerte, die in Google Earth mit dem dortigen Maßstab ermittelt wurden. Sie dienen Vergleichszwecken und werden, sofern amtliche Werte bekannt sind, ausgetauscht und gesondert gekennzeichnet.
 Bei Plätzen sind die Maße in der Form a × b angegeben.
- Der Zusatz im Stadtteil gibt an, dass die Länge die des Straßenabschnitts innerhalb Alsfelds ist, sofern die Straße in benachbarte Stadtteile weitergeführt wird.
- Der Zusatz ohne Stichstraßen gibt bei verzweigten Straßen die Länge der „Hauptstraße“ an.
- Der Zusatz (alle Straßenabschnitte zusammen) gibt an, dass die Straße so verwinkelt ist, dass keine „Hauptstraße“ besteht. Stattdessen wird die Länge aller Straßenabschnitte zusammengezählt.
- Herleitung: Ursprung oder Bezug des Namens
- Anmerkungen: zusätzliche Informationen
- Bild: Foto der Straße oder eines anliegenden Objekts

| Name                   | Länge/Maße (in Metern)              | Herleitung                                                                                 | Datum der Benennung | Bemerkungen | Bild                        |
| ---------------------- | ----------------------------------- | ------------------------------------------------------------------------------------------ | ------------------- | --- | --------------------------- |
| Aldekamp               | 190                                 | „altes Feld“                                                                               |                     | Die Straßen Aldekamp und Beerkamp, die im „Westhoffsfeld“, dem Bereich zwischen Weier- und Weseler Straße liegen, sind nach alten Katasterbezeichnungen von 1727 benannt. Ein „Kamp“ ist ein umfriedetes, abgegrenztes Feld. Südlich der Bahnstrecke Oberhausen–Arnhem befanden sich auch die Höfen Groß-Aldekamp und Klein-Aldekamp. Die heutige Straße Aldekamp führt von der Westhoffstraße zum Beerkamp. |                             |
| Alsfeldstraße          | 1100 ohne Stichstraßen: 900         | benannt nach Alsfeld selbst                                                                |                     | Die Alsfeldstraße durchquert den Stadtteil Alsfeld und ist daher nach diesem benannt. Der Name „Alsfeld“ bedeutet schlicht „Feld am Alsbach“. Die Alsfeldstraße führt von der Weseler Straße nordostwärts zunächst parallel zum Alsbach und dann in nördliche Richtung bis zur Kolberger Straße. An ihr befindet sich der Alsfeldfriedhof von 1922. Früher hieß die Straße Alsfeldweg. |                             |
| Amalienstraße          | 500                                 | Anna Amalia von Braunschweig-Wolfenbüttel, 1739–1807, Herzogin von Sachsen-Weimar          |                     | Amalia von Sachsen-Weimar galt als künstlerisch begabt und machte Weimar zum kulturellen Mittelpunkt der Goethezeit. Die Amalienstraße war bis zum Autobahnbau eine Stichstraße zur Mathildestraße entlang des Alsbachs. Heute führt sie als Fußweg im Alsfeld-Grüngürtel von der Alsfeldstraße am Alsfeldfriedhof vorbei zur Köperstraße, hinter der sie als Dragonerstraße fortgeführt wird. |                             |
| Am Walde               | 400                                 | Dunkelschlag                                                                               |                     | Die Straße liegt am Dunkelschlag (Sterkrader Wald), also am Waldrand und ist nach dieser Lage benannt. Einige Straßen in der Umgebung tragen Namen mit Bezug auf den Dunkelschlag. Die Straße Am Walde führt von der Jägerstraße in einem Bogen zur Laubstraße. |                             |
| Am Ziegelkamp          | 560 alle Straßenabschnitte zusammen | ehemaliges Ziegeleigelände                                                                 |                     | Die Straße Am Ziegelkamp liegt in einem ehemaligen Ziegeleigelände, deren Lehmgrube bis heute als verstecktes Biotop hinter der Siedlung liegt. Die verwinkelte Straße ist eine Stichstraße zur Erzbergerstraße. |                             |
| Bachsteg               | 550                                 | Steg über den Reinersbach                                                                  |                     | An dieser Straße, die als Fußweg zwischen Bremener Straße und Emmastraße parallel zum Reinersbach verläuft, führte schon immer ein Steg über den Bach, nach dem sie benannt ist. |                             |
| Beerkamp               | 450                                 | alte Katasterbezeichnung, „Feld mit Bären“                                                 |                     | Die Straßen Aldekamp und Beerkamp, die im „Westhoffsfeld“, dem Bereich zwischen Weier- und Weseler Straße liegen, sind nach alten Katasterbezeichnungen von 1727 benannt. Ein „Kamp“ ist ein umfriedetes, abgegrenztes Feld, das Wort „Beer“ bezieht sich nicht auf die Beeren, sondern auf die Bären. Die heutige Straße Beerkamp führt von der Westhoffstraße zur Weierstraße. |                             |
| Beethovenstraße        | 400 im Stadtteil                    | Ludwig van Beethoven, 1770–1827, Komponist                                                 | 1936                | Die Beethovenstraße ist wie einige Straßen in der Umgebung nach einem berühmten Komponisten benannt. Sie führt aus der Sterkrader Mitte quer durch Tackenberg bis in die Sterkrader Heide zur Kirchhellener Straße, hinter der sie als Posener Straße weitergeführt wird. Bis 1936 trug sie den Namen Kaiserstraße. |                             |
| Brahmsweg              | 100                                 | Johannes Brahms, 1833–1897, Komponist                                                      |                     | Der Brahmsweg ist wie einige Straßen in der Nähe nach einem berühmten Komponisten benannt. Er bildet eine kurze Stichstraße zur Kirchhellener Straße in der Sterkrader Heide. |                             |
| Bremener Straße        | 270 im Stadtteil                    | Bremen, norddeutsche Hansestadt                                                            |                     | Die Bremener Straße beginnt in Tackenberg, wo einige Straßen nach norddeutschen Hansestädten benannt ist. Von dort führt sie in die Sterkrader Heide bis zum Postweg, hinter dem sie als Erzbergerstraße fortgeführt wird. |                             |
| Bromberger Straße      | 800                                 | Bromberg, ehemals deutsche Stadt in Polen                                                  |                     | Die Bromberger Straße wurde in Erinnerung an die ehemals deutsche Stadt Bromberg (Bydgoszcz) benannt. Einige Straßen in der Umgebung tragen Namen von ehemals deutschen Städten in Polen. Die Bromberger Straße führt in der Sterkrader Heide von kurz hinter der Erzbergerstraße bis zur Kirchhellener Straße. |                             |
| Brüder-Grimm-Weg       | 190                                 | Brüder Grimm, bekannt für ihre Kinder- und Hausmärchen                                     |                     | Die Brüder Grimm (Jakob, 1785–1863, und Wilhelm, 1786–1859) gelten als Begründer der deutschen Philologie; sie waren Herausgeber von Kinder- und Hausmärchen und des ersten deutschen Wörterbuchs. Der Brüder-Grimm-Weg führt vom Beerkamp zur Westhoffstraße. Einige Straßen in Alsfeld sind nach bedeutenden Schriftstellern benannt, man kann den Brüder-Grimm-Weg hierzu zählen. |                             |
| Dachsstraße            | 500                                 | Dachs, Raubtier aus der Familie der Marder                                                 |                     | Einige der Straßen in der Umgebung sind nach Mardern benannt (Iltisstraße, Luchsstraße). Somit ergibt sich hier eine Namenshäufung. Die Dachsstraße führt von der Jägerstraße zur Alsfeldstraße. |                             |
| Dammstraße             | 600                                 | Damm der Bahnstrecke Oberhausen–Arnhem                                                     |                     | Die Dammstraße liegt direkt am Damm der Bahnstrecke Oberhausen–Arnhem in der Dunkelschlagsiedlung. Sie führt von der Erzstraße zur Weierstraße. |                             |
| Dianastraße            | 650                                 | Diana, römische Göttin der Jagd, des Lichts, der Geburt                                    |                     | Die Dianastraße wurde nach der römischen Göttin der Jagd benannt, sie führt von der Kolberger Straße in einem Bogen westwärts bis an die Bundesautobahn 516 hinter die Dragonerstraße. Hinter der Autobahn wird sie als Ingridstraße fortgeführt. |                             |
| Dragonerstraße         | 450                                 | Dragoner, Truppengattung                                                                   |                     | Der Name Dragonerstraße bezieht sich wie die umliegenden Straßen Kolberger Straße und Nettelbeckstraße auf die Belagerung Kolbergs 1807, in der die Dragoner eine wichtige Rolle spielten. Die Dragonerstraße, die früher Franziskastraße hieß, verbindet Köperstraße und Postweg. |                             |
| Emilstraße             | 250                                 | Emil, männlicher Vorname                                                                   |                     | Mehrere Straßen in der Umgebung sind nach Vornamen benannt. Die Emilstraße führt von der Weseler Straße zur Mathildestraße. |                             |
| Emmastraße             | 150                                 | Emma, weiblicher Vorname                                                                   |                     | Mehrere Straßen in der Umgebung sind nach Vornamen benannt. Die Emmastraße führt vom Postweg ostwärts zum Bachsteg am Reinersbach. |                             |
| Erzbergerstraße        | 1000                                | Matthias Erzberger, 1875–1921, Politiker des Zentrums                                      | 1947                | Die Erzbergerstraße, eine wichtige Straße im Osten Alsfelds, ist nach Matthias Erzberger, einem Zentrumspolitiker der Weimarer Republik benannt, der 1917 die Friedensresolution des Reichstags beschloss und den Waffenstillstand im Ersten Weltkrieg beschloss. 1921 wurde er von rechtsradikalen, ehemaligen Offizieren ermordet. Die Erzbergerstraße führt als Verlängerung der Königshardter Straße in Königshardt südwärts und endet am Postweg. Hinter diesem wird sie als Bremener Straße fortgeführt. Hier befindet sich die städtische Melanchthonschule von 1896. Bis 1947 trug die Straße den Namen Kronprinzstraße.                                                     |                             |
| Erzstraße              | 150                                 | weist auf die eisenverarbeitende Industrie im Ruhrgebiet hin                               |                     | Die Erzstraße befindet sich in der Siedlung Dunkelschlag, in der mehrere Straßennamen auf die Industrie im Ruhrgebiet hinweisen. Die Erzstraße verbindet Dammstraße und Weseler Straße. |                             |
| Feldhofstraße          | 300                                 | Feldhof, Grundeigentümer                                                                   | 1921                | Die Feldhofstraße wurde auf Vorschlag der Ludwigshütte, die hier 1921 ein Ledigenheim errichtete, nach dem Grundeigentümer Feldhof benannt. Die Straße führt von der Köperstraße südwärts, macht dann einen rechtwinkligen Knick nach Osten und endet an der Dragonerstraße. |                             |
| Försterstraße          | 600                                 | Förster Hof, altes Bauerngut                                                               |                     | Hier befand sich nach einer Karte von 1826 der „Förster Hof“, der Anlass zur Benennung der Straße war. An der Försterstraße, die von der Jägerstraße zur Alsfeldstraße führt, liegt die städtische Grundschule Alsfeld. |                             |
| Forsthofstraße         | 190                                 | vermutlich Hof des Forsthauses Handbeck                                                    |                     | Es ist zu vermuten, dass sich hier ein Hof des Forsthauses „Handbeck“ befunden hat, nach dem diese Straße benannt wurde. Möglich ist auch ein Bezug zum „Förster Hof“ an der heutigen Försterstraße. Die Forsthofstraße verbindet Weseler Straße und Försterstraße. |                             |
| Franz-Schröer-Weg      | 220                                 | Franz Schröer, 1916–1984, von 1961 bis zu seinem Tod erster Pfarrer an St. Pius X. Alsfeld | nach 1984           | Franz Schröer war der erste Pfarrer an der katholischen Piuskirche, die hier um 1961 unter ihm errichtet wurde. Ebenfalls wurde in seiner Zeit das Pfarrzentrum gebaut und die Rektoratspfarre gegründet. St. Pius X. wurde 2011 als „weitere Kirche“ des Bistums Essen abgerissen. Der Franz-Schröer-Weg führt ostwärts von der Forsthofstraße weg, macht dann einen rechtwinkligen Knick nach Norden und endet an der Försterstraße. |                             |
| Georgstraße            | 130                                 | Georg, männlicher Vorname                                                                  |                     | Mehrere Straßen in der Umgebung sind nach Vornamen benannt. Die Georgstraße führt von der Oskarstraße zur Emilstraße. |                             |
| Graudenzer Straße      | 130                                 | Graudenz, ehemals deutsche Stadt                                                           |                     | Die Graudenzer Straße wurde in Erinnerung an die ehemals deutsche Stadt Graudenz (Grudziądz) benannt. Einige Straßen in der Umgebung tragen Namen von ehemals deutschen Städten in Polen. Die Graudenzer Straße bildet eine Stichstraße zur Erzbergerstraße in der Sterkrader Heide. |                             |
| Grubenstraße           | 190                                 | weist auf die Schachtanlagen („Gruben“) im Ruhrgebiet hin                                  |                     | Die Grubenstraße befindet sich in der Siedlung Dunkelschlag, in der mehrere Straßennamen auf die Industrie im Ruhrgebiet hinweisen. Die Grubenstraße verbindet Dammstraße und Weseler Straße. |                             |
| Hallerbachstraße       | 120                                 | Hallerbachhof, altes Bauerngut                                                             |                     | Die Hallerbachstraße liegt dort, wo sich früher der Hallerbachhof und das Hallerbach-Büschken befanden. Sie bildet eine Stichstraße zur Dianastraße. |                             |
| Hauffweg               | 410 ohne Stichstraßen: 200          | Wilhelm Hauff, 1802–1827, Dichter und Erzähler der Romantik                                |                     | Der Hauffweg liegt im „Westhoffs-Feld“ genannten Bereich zwischen Weier- und Weseler Straße und verbindet dort Westhoffstraße und Beerkamp. |                             |
| Hedwigstraße           | 60                                  | Hedwig, weiblicher Vorname                                                                 |                     | An der Hedwigstraße, einer Stichstraße zum Postweg in Richtung Reinersbach, liegen das katholische Altenzentrum St. Clemens sowie das alte Fachwerkhaus „Sustmannshof“, das bisher als Gemeindeheim der katholischen Sterkrader Gemeinde St. Clemens dient. |                             |
| Heinrich-Lersch-Straße | 75                                  | Heinrich Lersch, 1889–1936, Schriftsteller                                                 |                     | Die Heinrich-Lersch-Straße ist eine kurze Stichstraße zum südlichen Teil der Alsfeldstraße. |                             |
| Hiesfelder Straße      | 750 im Stadtteil                    | Hiesfeld, Stadtteil von Dinslaken                                                          |                     | Die Hiesfelder Straße führt von der Weseler Straße nordwärts durch den Dunkelschlag bis nach Schmachtendorf und damit in die ehemalige Gemeinde Hiesfeld. |                             |
| Hirschstraße           | 550 ohne Stichstraßen: 450          | Hirsche, Paarhufer                                                                         |                     | Früher kamen oft Hirsche aus dem Sterkrader Wald oder nördlicher gelegenen Wäldern in die Sterkrader Heide. Die Hirschstraße, die danach benannt ist, ist eine Stichstraße zur Kirchhellener Straße im äußersten Osten der Sterkrader Heide. |                             |
| Holtener Straße        | 350 im Stadtteil                    | Holten, Stadtteil von Oberhausen                                                           |                     | Die Holtener Straße führt von Sterkrade aus zusammen mit ihrer Fortführung Weseler Straße nach Holten, den nordwestlichen Oberhausener Stadtteil. Schon 1727 ist diese Straße auf einer Karte, wenngleich nicht unter diesem Namen, deutlich zu erkennen. Zu Alsfeld zählt nur die östliche Hälfte zwischen den Kreuzungen Steinbrink- und Tirpitzstraße. |                             |
| Iltisstraße            | 160                                 | Iltis, Raubtier aus der Familie der Marder                                                 |                     | Einige der Straßen in der Umgebung sind nach Mardern benannt (Dachsstraße, Luchsstraße). Somit ergibt sich hier eine Namenshäufung. Die Iltisstraße verbindet Dachs- und Luchsstraße. |                             |
| Im Bremerbusch         | 270 ohne Stichstraßen: 210          | alte Forstbezeichnung                                                                      |                     | Um 1850 wurde der Forstdistrikt, in dem diese Siedlung an der Nettelbeckstraße angelegt wurde, „Bremerbusch“ genannt. |                             |
| Im Hüttenbusch         | 70                                  | „Hüttenbusch“, ehem. Waldgebiet                                                            | 1955                | „Hüttenbusch“ war die Bezeichnung im Volksmund für ein kleines Heidewäldchen, das sich auf dem Gelände befand, auf dem die Straße angelegt wurde. Im Hüttenbusch ist eine kleine Stichstraße zur Kirchhellener Straße. |                             |
| Im Koppenfeld          | 100                                 |                                                                                            |                     | Im Koppenfeld ist eine Stichstraße zur Dianastraße. |                             |
| Ingridstraße           | 90                                  | Ingrid, weiblicher Vorname                                                                 |                     | Mehrere Straßen in der Umgebung sind nach Vornamen benannt. Die Ingridstraße bildet eine Stichstraße zur Mathildestraße in Richtung Bundesautobahn. Hinter dieser wird sie als Dianastraße fortgeführt. |                             |
| Inselstraße            | 270                                 | inselartige Erhebungen im Gelände                                                          |                     | Die Inselstraße wurde auf dem Hang zum Alsbach angelegt, auf dem sich früher in vielen Mulden Wasser sammelte, sodass in regnerischen Zeiten die Erhebungen wie kleine Inseln aus den Pfützen herausragten. Danach wurde die Inselstraße benannt. Die Inselstraße führt von der Holtener Straße zur Oskarstraße. |                             |
| Jägerstraße            | 2100 ohne Stichstraßen: 1800        | Jäger, Berufsbezeichnung                                                                   |                     | Die Jägerstraße wurde in Bezug auf den naheliegenden Dunkelschlag (Sterkrader Wald) nach dem Beruf des Jägers benannt. Die Jägerstraße führt von der Hiesfelder Straße nordwärts, an der Wolfstraße knickt sie nach Osten ab und führt dann im Norden von Alsfeld bis zur Erzbergerstraße. Bis 1936 hieß die Hälfte in der Sterkrader Heide (zwischen Kolberger und Erzbergerstraße) Schützenstraße. An der Jägerstraße befand sich die katholische Kirche St. Pius X. von 1962–63, die 2003 zur Filialkirche von Herz Jesu Sterkrade und 2007 zur „weiteren Kirche“ herabgestuft wurde. 2011 riss man St. Pius als zweite Kirche in Oberhausen (nach St. Hildegard in Alstaden) ab. |                             |
| Joseph-Haydn-Weg       | 140                                 | Joseph Haydn, 1732–1809, Komponist der Wiener Klassik                                      |                     | Der Joseph-Haydn-Weg ist wie einige Straßen in der Umgebung nach einem berühmten Komponisten benannt. Er ist eine kleine Stichstraße zur Kirchhellener Straße in der Sterkrader Heide. |                             |
| Kirchhellener Straße   | 1200 im Stadtteil                   | Kirchhellen, Stadtbezirk von Bottrop                                                       |                     | Die Kirchhellener Straße führt als Verlängerung des Postwegs hinter der Erzbergerstraße über Königshardt nach Kirchhellen, weshalb sie den Namen des westfälischen Kirchdorfs trägt. Sie ist ein Teil des alten Postwegs ins Münsterland, weshalb ihre Fortsetzungen auch noch heute Postweg (vor der Erzbergerstraße und in Sterkrade-Mitte) und Alter Postweg (in Kirchhellen) heißen. |                             |
| Köperstraße            |                                     | Köper, Grundbesitzer                                                                       |                     | Die Köperstraße wurde im 19. Jahrhundert auf den Feldern des Köperhofs angelegt und übernahm daher dessen Namen. Die Straße ist heute zweigeteilt, ein kleines Stück liegt als Stichstraße zur Mathildestraße westlich der Autobahn, der Hauptteil östlich der Autobahn. |                             |
| Kolberger Straße       | 900                                 | erinnert an die Belagerung Kolbergs 1807                                                   | 1936                | Der Name Kolberger Straße bezieht sich wie die umliegenden Straßen Dragonerstraße und Nettelbeckstraße auf die Belagerung Kolbergs 1807. Die Kolberger Straße, die bis 1936 als Gneisenaustraße nach dem Mann benannt war, der Kolberg 1807 erfolgreich verteidigte, verbindet in der Sterkrader Heide Jäger- und Erzbergerstraße. |                             |
| Kulmer Straße          | 50                                  | Kulm, ehemals deutsche Stadt                                                               |                     | Die Kulmer Straße wurde in Erinnerung an die ehemals deutsche Stadt Kulm (Chełmno) benannt. Einige Straßen in der Umgebung tragen Namen von ehemals deutschen Städten in Polen. Die Kulmer Straße bildet eine Stichstraße zur Bromberger Straße in der Sterkrader Heide. |                             |
| Laubstraße             | 300                                 | Bezug zum nahen Dunkelschlag                                                               |                     | Die Jägerstraße wurde in Bezug auf den naheliegenden Dunkelschlag (Sterkrader Wald) benannt. Die Laubstraße führt von der Jägerstraße nordwärts in den Dunkelschlag hinein. |                             |
| Luchsstraße            | 400                                 | Luchs, Raubtier                                                                            |                     | Einige der Straßen in der Umgebung sind nach Mardern benannt (Dachsstraße, Iltisstraße). Somit ergibt sich hier eine Namenshäufung. Die Luchsstraße verbindet Jäger- und Alsfeldstraße als Fortsetzung der Mathildestraße hinter der Alsfeldstraße. Bevor die Straße ausgebaut wurde, trug sie den Namen Fuchsweg. |                             |
| Markusstraße           | 110                                 | Markus, Heiliger und Evangelist                                                            |                     | Die Markusstraße liegt direkt an der katholischen Kirche Herz Jesu zwischen Inselstraße und Postweg. |                             |
| Mathildestraße         | 900                                 | Mathilde, weiblicher Vorname                                                               |                     | Mehrere Straßen in der Umgebung sind nach Vornamen benannt. Die Mathildestraße führt von der Weseler Straße in einem leichten Bogen nordwärts bis zur Alsfeldstraße, hinter der sie als Luchsstraße fortgesetzt wird. Um 1910 wurden hier die ersten Siedlungshäuser errichtet. |                             |
| Mozartstraße           | 130                                 | Wolfgang Amadeus Mozart, 1756–1791, Komponist der Klassik                                  |                     | Die Mozartstraße ist wie einige Straßen in der Umgebung nach einem berühmten Komponisten benannt. Sie stellt eine Stichstraße zur Kirchhellener Straße in der Sterkrader Heide dar, an deren Ende sich das 1967 errichtete Dietrich-Bonhoeffer-Haus befindet. Seit 1963 gibt es innerhalb der Evangelischen Kirchengemeinde Holten-Sterkrade den Bezirk „Dietrich-Bonhoeffer-Haus“ (ursprünglich „Mozartstraße“). |                             |
| Nettelbeckstraße       | 160                                 | Joachim Nettelbeck, 1738–1824, Bürgeradjutant während der Belagerung Kolbergs 1807         |                     | Der Name Nettelbeckstraße bezieht sich wie die umliegenden Straßen Dragonerstraße und Nettelbeckstraße auf die Belagerung Kolbergs 1807. Die Nettelbeckstraße ist eine Stichstraße zur Kolberger Straße in der Sterkrader Heide. |                             |
| Olgastraße             | 150                                 | Olga, weiblicher Vorname                                                                   | 1936                | Mehrere Straßen in der Umgebung sind nach Vornamen benannt. Die Olgastraße verbindet den Postweg nahe der Bundesautobahn mit dem Bachsteg am Reinersbach. Bis 1936 hieß sie Klarastraße. |                             |
| Oskarstraße            | 400 im Stadtteil                    | Oskar, männlicher Vorname                                                                  |                     | Mehrere Straßen in der Umgebung sind nach Vornamen benannt. Die Oskarstraße beginnt an der Wilhelmstraße in Sterkrade-Mitte und führt in einem Bogen bis zum Postweg. |                             |
| Posener Straße         | 350                                 | Posen, ehemals deutsche Stadt                                                              |                     | Die Posener Straße wurde in Erinnerung an die ehemals deutsche Stadt Posen (Poznań) benannt. Einige Straßen in der Umgebung tragen Namen von ehemals deutschen Städten in Polen. Die Posener Straße bildet die Fortführung der Beethovenstraße hinter der Kirchhellener Straße in der Sterkrader Heide, sie führt bis hinter die Bromberger Straße. |                             |
| Postweg                | 1100 im Stadtteil                   | alter Postweg                                                                              |                     | Schon im 16. Jahrhundert befuhren kölnische, brandenburgische und später auch preußische Postkutschen diese Straße, die in ihrem Gesamtverlauf aus dem Rheinland nach Wesel und Münster führt. Der Postweg beginnt in der Sterkrader Mitte und führt nordostwärts durch Alsfeld und die Sterkrader Heide, bis zur Erzbergerstraße, hinter der er als Kirchhellener Straße fortgesetzt wird und bis nach Kirchhellen führt. Dort trägt er wieder den Namen „Alter Postweg“. In Alsfeld hieß der Postweg früher Poststraße. Hier befindet sich die katholische Kirche Herz Jesu, die seit 2007 zur Pfarrei St. Clemens Sterkrade gehört.                                               | Herz-Jesu-Kirche am Postweg |
| Reinekering            | 560 alle Straßenabschnitte zusammen | Reinike, Fabelname des Fuchses                                                             |                     | In Bezug auf den naheliegenden Dunkelschlag ist der Reinekering nach dem Fabelnamen des Fuchses benannt. Der Reinekering ist eine ringförmige Straße nördlich der Kreuzung Jäger- und Wolfstraße. |                             |
| Reinersstraße          | 400                                 | Reinersbach                                                                                |                     | Die Reinersstraße ist nach dem in der Nähe fließenden Reinersbach benannt, der seinerseits nach dem ehemaligen Reinershof benannt ist, der an der Bremener Straße an der Kreuzung mit dem Reinersbach lag. Die Reinersstraße führt von der Olgastraße bis zur Bremener Straße. |                             |
| Robert-Schumann-Weg    | 300                                 | Robert Schumann, 1810–1856, Komponist und Dirigent                                         |                     | Der Robert-Schumann-Weg ist wie einige Straßen in der Umgebung nach einem berühmten Komponisten benannt. Er liegt zwischen Beethoven- und Hirschstraße in der östlichen Sterkrader Heide. |                             |
| Schachtstraße          | 240                                 | Bezug zu den Schachtanlagen im Ruhrgebiet                                                  | 1904                | Die Schachtstraße befindet sich in der Siedlung Dunkelschlag, in der mehrere Straßennamen auf die Industrie im Ruhrgebiet hinweisen. Die Schachtstraße verbindet Dammstraße und Weseler Straße, bis zum Bau der Dunkelschlagsiedlung hieß sie Erlenstraße. |                             |
| Schubertstraße         | 30                                  | Franz Schubert, 1797–1828, Komponist                                                       |                     | Die Schubertstraße ist eine winzige Stichstraße zur Mozartstraße in der Sterkrader Heide und wie einige Straßen in der Umgebung nach einem berühmten Komponisten benannt. |                             |
| Thorner Straße         | 80                                  | Thorn, ehemals deutsche Stadt in Polen                                                     |                     | Die Thorner Straße bildet eine Stichstraße zur Bromberger Straße, einige Straßen in der Umgebung tragen Namen von ehemals deutschen Städten in Polen. |                             |
| Tilsiter Straße        | 190                                 | Tilsit, ehemals deutsche Stadt in Ostpreußen                                               |                     | Die Tilsiter Straße ist auf Wunsch der nach Oberhausen geflüchteten ostpreußischen Bevölkerung nach der ehemals deutschen Stadt Tilsit, heute Sowetsk in Russland, benannt. Einige Straßen in der Umgebung tragen Namen von ehemals deutschen Städten in Polen. Die Tilsiter Straße verbindet Dragoner- und Dianastraße. |                             |
| Waidmannsweg           | 250                                 | „Waidmann“ (Jäger), Berufsbezeichnung                                                      |                     | Der Name „Waidmannsweg“ nimmt Bezug auf den naheliegenden Sterkrader Wald, wie einige Straßen in der Umgebung. Der Waidmannsweg verbindet Förster- und Dachsstraße. |                             |
| Weierstraße            | 400 im Stadtteil                    | „Weierhorst“, Gebiet mit vielen Bruchweiern                                                |                     | Die Weierstraße kommt aus der Weierheide und führt durch den „Weierhorst“. Beide Gebiete bestanden aus Gelände mit vielen Bruchweiern, nach denen die Straße ihren Namen trägt. Sie endet in Alsfeld an der Weseler Straße und wird dahinter als Jägerstraße fortgeführt. Auf Alsfelder Gebiet hieß sie früher Dunkelschlagstraße. |                             |
| Weseler Straße         | 1900 im Stadtteil                   | Wesel, Kreisstadt                                                                          | 1937                | Die Weseler Straße führt aus Alsfeld als Verlängerung der Holtener Straße in Sterkrade in Richtung Niederrhein und ist daher nach der Stadt Wesel benannt. Sie unterquert die Bundesautobahn 3 und verläuft danach in Holtener Gebiet. 1910 hieß der Teil zwischen Holten und der Jägerstraße Emmerichstraße, der weitere Verlauf bis zur Steinbrinkstraße Weselstraße. 1937 wurden beide Straén mit der Clever Straße in Holten zur Weseler Straße zusammengefasst. |                             |
| Westhoffstraße         | 700                                 | „Westhoffs-Hof“, altes Bauerngut                                                           |                     | Der Schulte-Westhoffs-Hof war der wirtschaftliche Mittelpunkt der Sterkrader Mark. Es handelt sich um ein altes Bauerngut, das 1958 abgerissen wurde, das zugehörige „Westhoffsfeld“ wurde überbaut, wobei der Name als Bezeichnung für das Viertel bisweilen heute noch verwendet wird. Die Westhoffstraße führte früher von der Weseler Straße zu diesem Hof und trug daher ihren Namen, 1952 wurde sie ausgebaut und zur Weierstraße verlängert. |                             |
| Wolfstraße             | 350                                 | Wölfe, Raubtiere                                                                           |                     | Die Wolfstraße trägt ihren Namen in Bezug auf den nahegelegenen Sterkrader Wald. Sie führt als Verlängerung der Zechenstraße hinter der Weseler Straße bis zur Jägerstraße. |                             |
| Zechenstraße           |                                     | Bezug zu den Schachtanlagen im Ruhrgebiet                                                  |                     | Die Zechenstraße liegt zwischen Weseler Straße und Dammstraße in der Siedlung Dunkelschlag, wo sich alle Straßennamen auf den Bergbau beziehen. Hinter der Weseler Straße wird sie als Wolfstraße fortgesetzt. |                             |
| Zur Ludwigshütte       | 290                                 | „Neue Ludwigshütte“, ehemalige Eisenerzhütte und -gießerei                                 | 1936                | Die Ludwigshütte wurde 1870 durch die Söhne des Bauern Flesch gegründet. 1930 wurde sie benannt in „Neue Ludwigshütte AG“. 1994 wurde die Produktion eingestellt. Die Straße Zur Ludwigshütte verbindet Weseler Straße und Mathildestraße, auf dem ehemaligen Gelände der Ludwigshütte. Bis 1936 hieß sie Fabrikstraße. |                             |

## Liste nicht mehr vorhandener Straßen in Alsfeld
Die Liste nicht mehr vorhandener Straßen führt einige, in der Übersicht erwähnte, vormalige oder gelöschte Straßennamen auf. Sie erhebt keinen Anspruch auf Vollständigkeit.
| Name               | von  | bis  | umbenannt in (aktuell) | Herleitung | Bemerkungen |
| ------------------ | ---- | ---- | ---------------------- | --- | --- |
| Alsfeldweg         |      |      | → Alsfeldstraße        | Der Alsfeldweg führte durch Alsfeld. | |
| Am Fleschhof       |      |      | eingezogen             | Der Bauherr Flesch besaß hier einen Hof und errichtete die Häuser an der Straße, weshalb diese Stichstraße zur Dragonerstraße ihren Namen erhielt. Sie wurde nach 1995 eingezogen. | |
| Dunkelschlagstraße |      |      | → Weierstraße          | Dunkelschlag, Siedlung und Dunkelschlag, Waldgebiet | |
| Emmerichstraße     | 1910 | 1937 | → Weseler Straße       | Emmerich am Rhein, Stadt am Niederrhein | Die Emmerichstraße wurde 1937 mit der Clever Straße in Holten und der Weselstraße zur Weseler Straße zusammengefasst.                              |
| Erlenstraße        |      | 1904 | → Schachtstraße        | Erlen, Baumgattung | |
| Fabrikstraße       |      | 1936 | → Zur Ludwigshütte     | Die Fabrikstraße ist wohl nach der hier gelegenen Neuen Ludwigshütte benannt. | |
| Franziskastraße    |      |      | → Dragonerstraße       | Franziska, Vorname | |
| Fuchsweg           |      |      | → Luchsstraße          | | Vor dem Ausbau der Straße hieß der hier befindliche Weg Fuchsweg.                                                                                  |
| Geierstraße        |      |      | eingezogen             | | Die Geierstraße verband Weseler Straße und Försterstraße parallel zur Alsfeldstraße.                                                               |
| Gneisenaustraße    |      | 1936 | → Kolberger Straße     | August Neidhardt von Gneisenau, 1760–1831, General, Bezug zur Belagerung Kolbergs 1807                                                                                             | Es handelt sich um eine Themengruppe, die auch mit Umbenennung der Gneisenaustraße Bestand hatte.                                                  |
| Kaiserstraße       |      | 1936 | → Beethovenstraße      | Hommage an die Deutschen Kaiser | |
| Klarastraße        |      | 1936 | → Olgastraße           | Klara, Vorname | Einige Straßennamen in der Umgebung sind nach Vornamen benannt, diese Themengruppe blieb durch die Umbenennung in Olgastraße bestehen.             |
| Kronprinzstraße    |      | 1947 | → Erzbergerstraße      | Kronprinz Wilhelm von Preußen, 1882–1951, Sohn von Kaiser Wilhelm II. | |
| Poststraße         |      | 1933 | → Postweg              | alter Postweg aus dem Süden nach Wesel und Münster | 1933 wurden die Friedhofstraße in Sterkrade und die Poststraße zum Postweg zusammengefasst.                                                        |
| Schützenstraße     |      | 1936 | → Jägerstraße          | | Die Schützenstraße endete bis zum Autobahnbau 1935 an der heutigen Königshardter Straße auf Höhe der Hohen Straße.                                 |
| Weselstraße        | 1910 | 1937 | → Weseler Straße       | Wesel, Kreisstadt am Niederrhein | Die Weselstraße wurde 1937 mit der Clever Straße in Holten und der Emmerichstraße in der Siedlung Dunkelschlag zur Weseler Straße zusammengefasst. |